# Rodmannsweiler
Koordinaten: 48° 53′ 53″ N, 9° 30′ 1″ O
Rodmannsweiler (auch Rottmannsweiler oder Rothmannsweiler, nicht zu verwechseln mit Rottmannsberg) war ein Weiler nordwestlich von Rudersberg im baden-württembergischen Rems-Murr-Kreis. Über die Wüstung ist heute nicht mehr viel bekannt. Im lokalen schwäbisch wird der Ort Romrschweiler genannt.

## Lage
Rodmannsweiler ist heute nur noch ein Flurname nordöstlich des Königsbronnhofs im Bereich der heutigen Motocross-Anlage an der L1120. Etwa 250 Meter südlich davon lag der abgegangene Commenthurhof.

## Geschichte
Der Ortsname Rodmannsweiler geht wahrscheinlich auf den germanischen Namen Ruodmar zurück, der vermutlich der Grundherr oder der erste Bewohner der Siedlung war. 
Erstmals erwähnt wurde Rodmannsweiler in einer Urkunde aus dem Jahre 1245 als Rodmaswyler. Mit dieser Urkunde bestätigte Papst Innozenz IV. dem Stift Backnang Besitztümer in Rodmannsweiler und in anderen Ortschaften in der Region. 1459 erhielt Graf Ulrich von Württemberg Rodmannsweiler und andere Güter im Tausch gegen Rechte an anderen Orten. Rodmannsweiler gehörte später zur Herrschaft Waldenstein. Heute geht man davon aus, dass Rodmannsweiler aus zwei Höfen bestand, wovon einer, der Commenthurhof, zur Deutschordenskomturei Winnental gehörte. Im Jahre 1439 war Rodmannsweiler noch bewohnt und wurde in einer Urkunde erwähnt. In diesem Jahr verpfändeten die Grafen Ludwig und Ulrich von Württemberg einige Ortschaften an die Brüder Wernher und Peter Nothaft von Hohenberg, darunter auch Rodmannsweiler. Im Dreißigjährigen Krieg wurde Rodmannsweiler zerstört, jedoch ist das Jahr und die genauen Umstände unbekannt. Unter den Ortsansichten aus Andreas Kiesers Forstlagerkarte von 1686 ist der Ort nicht mehr enthalten. Dies deutet darauf hin, dass von dem Ort 1686 kein Haus mehr existierte. Die Gemarkung von Rodmannsweiler wurde 1794 an Rudersberger Bürger abgegeben.